# Vòng loại Giải vô địch bóng đá nữ châu Phi 2014
Vòng loại Giải vô địch bóng đá nữ châu Phi 2014 được tổ chức nhằm tìm ra các đội tuyển tham dự vòng chung kết.
Có 25 đội tuyển tham dự vòng loại. Ở vòng một, 22 đội tuyển được phân cặp. Mười một đội tuyển đi tiếp, cùng ba đội tuyển được miễn vòng một, được chia thành bảy cặp. Bảy đội chiến thắng lọt vào vòng chung kết.
Vòng loại thi đấu theo thể thức loại trực tiếp sân nhà sân khách. Nếu hai đội hòa sau hai lượt, luật bàn thắng sân khách sẽ được áp dụng, và nếu vẫn hòa thì hai đội sẽ bước vào loạt luân lưu.

## Vòng một
Các trận đấu diễn ra ngày 14–16 tháng 2 năm 2014 (lượt đi) và 28 tháng 2–2 tháng 3 năm 2014 (lượt về).
| Đội 1        | TTS     | Đội 2        | Lượt đi | Lượt về |
| ------------ | ------- | ------------ | ------- | ------- |
| Algérie      | 2–0     | Maroc        | 2–0     | 0–0     |
| Ai Cập       | 2–5     | Tunisia      | 0–3     | 2–2     |
| Ethiopia     | w/o1    | Nam Sudan    | —       | —       |
| Burkina Faso | 0–6     | Ghana        | 0–3     | 0–3     |
| Bờ Biển Ngà  | 5–0     | Mali         | 4–0     | 1–0     |
| Rwanda       | 2–2 (a) | Kenya        | 1–0     | 1–2     |
| Nigeria      | w/o2    | Sierra Leone | —       | —       |
| Guiné-Bissau | w/o3    | Sénégal      | —       | —       |
| Mozambique   | w/o1    | Comoros      | —       | —       |
| Botswana     | 1–3     | Zimbabwe     | 0–1     | 1–2     |
| Zambia       | 3–2     | Tanzania     | 2–1     | 1–1     |

- 1 Nam Sudan và Mozambique bỏ cuộc. Ethiopia và Comoros tiến vào vòng sau.[5]
- 2 Sierra Leone bỏ cuộc vì vấn đề tài chính. Nigeria tiến vào vòng sau.[6]
- 3 Guiné-Bissau bỏ cuộc. Sénégal tiến vào vòng sau.[7]

| Algérie          | 2–0     | Maroc |
| ---------------- | ------- | ----- |
| Bouhani 11', 56' | Báo cáo |       |

| Maroc | 0–0     | Algérie |
| ----- | ------- | ------- |
|       | Báo cáo |         |

Algeria thắng với tổng tỉ số 2–0.
| Ai Cập | 0–3     | Tunisia                               |
| ------ | ------- | ------------------------------------- |
|        | Báo cáo | Hidouri 23' · Gonri 45' · Maknoun 50' |

| Tunisia                        | 2–2     | Ai Cập                   |
| ------------------------------ | ------- | ------------------------ |
| Houij 4' (ph.đ.) · Hidouri 61' | Báo cáo | Tarek 18' · Abdallah 77' |

Tunisia thắng với tổng tỉ số 5–2.
| Ethiopia | Bị hủy  | Nam Sudan |
| -------- | ------- | --------- |
|          | Báo cáo |           |

| Nam Sudan | Bị hủy  | Ethiopia |
| --------- | ------- | -------- |
|           | Báo cáo |          |

Ethiopia nghiễm nhiên thắng
| Burkina Faso | 0–3     | Ghana                       |
| ------------ | ------- | --------------------------- |
|              | Báo cáo | Ibrahim 4', 19' · Aduako 9' |

| Ghana                                 | 3–0     | Burkina Faso |
| ------------------------------------- | ------- | ------------ |
| Ibrahim 20' · Aduako 26' (ph.đ.), 72' | Báo cáo |              |

Ghana thắng với tổng tỉ số 6–0.
| Bờ Biển Ngà                                         | 4–0     | Mali |
| --------------------------------------------------- | ------- | ---- |
| Gnago 5' (ph.đ.) · Nahi 72' · Nrehy 80' · Elloh 85' | Báo cáo |      |

| Mali | 0–1     | Bờ Biển Ngà |
| ---- | ------- | ----------- |
|      | Báo cáo | Nrehy 49'   |

Bờ Biển Ngà thắng với tổng tỉ số 5–0.
| Rwanda       | 1–0     | Kenya |
| ------------ | ------- | ----- |
| Niyoyita 29' | Báo cáo |       |

| Kenya                 | 2–1     | Rwanda             |
| --------------------- | ------- | ------------------ |
| Ogolla 14' · Amau 40' | Báo cáo | Nyirahatashima 29' |

Tổng tỉ số 2–2. Rwanda thắng nhờ luật bàn thắng sân khách.
| Nigeria | Bị hủy  | Sierra Leone |
| ------- | ------- | ------------ |
|         | Báo cáo |              |

| Sierra Leone | Bị hủy  | Nigeria |
| ------------ | ------- | ------- |
|              | Báo cáo |         |

Nigeria nghiễm nhiên thắng
| Guiné-Bissau | Bị hủy  | Sénégal |
| ------------ | ------- | ------- |
|              | Báo cáo |         |

| Sénégal | Bị hủy  | Guiné-Bissau |
| ------- | ------- | ------------ |
|         | Báo cáo |              |

Sénégal nghiễm nhiên thắng
| Mozambique | Bị hủy  | Comoros |
| ---------- | ------- | ------- |
|            | Báo cáo |         |

| Comoros | Bị hủy  | Mozambique |
| ------- | ------- | ---------- |
|         | Báo cáo |            |

Comoros nghiễm nhiên thắng
| Botswana | 0–1     | Zimbabwe   |
| -------- | ------- | ---------- |
|          | Báo cáo | Bepete 43' |

| Zimbabwe                | 2–1     | Botswana   |
| ----------------------- | ------- | ---------- |
| Makore 9' · Nyaumwe 14' | Báo cáo | Ngenda 90' |

Zimbabwe thắng với tổng tỉ số 3–1.
| Zambia                   | 2–1     | Tanzania   |
| ------------------------ | ------- | ---------- |
| Mubanga 78' · Chisha 82' | Báo cáo | Daniel 90' |

| Tanzania   | 1–1     | Zambia    |
| ---------- | ------- | --------- |
| Rashid 39' | Báo cáo | Banda 80' |

Zambia thắng với tổng tỉ số 3–2.

## Vòng hai
Vòng hai diễn ra vào 23–25 tháng 5 năm 2014 (lượt đi) và 6–8 tháng 6 năm 2014 (lượt về).
| Đội 1       | TTS     | Đội 2           | Lượt đi | Lượt về |
| ----------- | ------- | --------------- | ------- | ------- |
| Algérie     | 5–3     | Tunisia         | 2–1     | 3–2     |
| Ethiopia    | 0–5     | Ghana           | 0–2     | 0–3     |
| Bờ Biển Ngà | 3–3 (a) | Guinea Xích Đạo | 1–1     | 2–2     |
| Rwanda      | 1–12    | Nigeria         | 1–4     | 0–8     |
| Sénégal     | 1–2     | Cameroon        | 1–1     | 0–1     |
| Comoros     | w/o4    | Nam Phi         | 0–13    | —       |
| Zimbabwe    | 0–2     | Zambia          | 0–1     | 0–1     |

- 4 Comoros bỏ cuộc trước lượt về, Nam Phi giành quyền dự vòng chung kết.[8]

| Algérie                         | 2–1     | Tunisia      |
| ------------------------------- | ------- | ------------ |
| Laifa 1' · Sekouane 45' (ph.đ.) | Báo cáo | Kaabachi 20' |

| Tunisia           | 2–3     | Algérie                                          |
| ----------------- | ------- | ------------------------------------------------ |
| Kaabachi 13', 32' | Báo cáo | Bouhani 8' · Bekhedda 44' (ph.đ.) · Sekouane 81' |

Algérie thắng với tổng tỉ số 5–3.
| Ethiopia | 0–2     | Ghana                    |
| -------- | ------- | ------------------------ |
|          | Báo cáo | Cudjoe 43' · Suleman 55' |

| Ghana                                          | 3–0     | Ethiopia |
| ---------------------------------------------- | ------- | -------- |
| Ibrahim 24' (ph.đ.) · Cudjoe 27' · Kobblah 83' | Báo cáo |          |

Ghana thắng với tổng tỉ số 5–0.
| Bờ Biển Ngà         | 1–1     | Guinea Xích Đạo |
| ------------------- | ------- | --------------- |
| Diakité 37' (ph.đ.) | Báo cáo | Añonma 32'      |

| Guinea Xích Đạo        | 2–2     | Bờ Biển Ngà                |
| ---------------------- | ------- | -------------------------- |
| Jade 3' · Chuigoué 89' | Báo cáo | Guehai 35' · N’Guessan 86' |

Tổng tỉ số 3–3. Bờ Biển Ngà thắng nhờ bàn thắng sân khách.
| Rwanda       | 1–4     | Nigeria                                                |
| ------------ | ------- | ------------------------------------------------------ |
| Mukamana 65' | Báo cáo | Oshoala 35', 40' · Sunday 48' · Oparanozie 70' (ph.đ.) |

| Nigeria                                                                        | 8–0     | Rwanda |
| ------------------------------------------------------------------------------ | ------- | ------ |
| Edoho 10' · Oshoala 19', 81' · Oparanozie 20', 30', 52' · Sunday 41' · Nku 89' | Báo cáo |        |

Nigeria thắng với tổng tỉ số 12–1.
| Sénégal   | 1–1     | Cameroon  |
| --------- | ------- | --------- |
| Sylla 76' | Báo cáo | Njoya 58' |

| Cameroon | 1–0     | Sénégal |
| -------- | ------- | ------- |
| Edoa 67' | Báo cáo |         |

Cameroon thắng với tổng tỉ số 2–1.
| Comoros | 0–13    | Nam Phi |
| ------- | ------- | --- |
|         | Báo cáo | Portia 13', 19', 43', 49' (ph.đ.) · Smeda 25', 34', 54', 60' · Ntsibande 64' · Mollo 65', 68' · Nogwanya 75' (ph.đ.) · Makhabane 85' |

| Nam Phi | Bị hủy  | Comoros |
| ------- | ------- | ------- |
|         | Báo cáo |         |

Nam Phi nghiễm nhiên thắng
| Zimbabwe | 0–1     | Zambia      |
| -------- | ------- | ----------- |
|          | Báo cáo | Mubanga 64' |

| Zambia      | 1–0     | Zimbabwe |
| ----------- | ------- | -------- |
| Mubanga 36' | Báo cáo |          |

Zambia thắng với tổng tỉ số 2–0.